# Italochrysa serrata
Italochrysa serrata är en insektsart som beskrevs av Bo Tjeder 1966. Italochrysa serrata ingår i släktet Italochrysa och familjen guldögonsländor. Inga underarter finns listade i Catalogue of Life.